# Clive Richardson
Clive Richardson, född 23 juni 1909 i Paris, död 11 november 1998, var en engelsk kompositör.